# 酒直卜杭
酒直卜杭（さかなおぼっくい）は、千葉県印西市の大字。郵便番号270-2303。

## 地理
北は安食卜杭、北東は栄町安食、東は栄町酒直、南東は下井、南は長門屋、南西は笠神、西は下井に隣接している。

## 小字
小字は以下の通り
- 上割（かみわり）
- 中割（なかわり）
- 下割（しもわり）
- 葉崎（はざき）

## 歴史
江戸期は酒直卜杭新田であり、下総国印旛郡のうち。寛文年間に酒直村の埜原を同村が開発して成立。はじめ幕府領、元禄14年から佐倉藩領、享保8年から幕府領・淀藩領の相給、天明6年印旛沼干拓事業推進のため淀藩領分が上知されすべて幕府領となるが、間もなく旧に復し、以後は幕府領・淀藩領の相給。村高は、「元禄郷帳」293石余、「天保郷帳」「旧高旧領」ともに339石余。安食卜杭新田・小林新田、および笠神埜原（十四ヶ）新田を含めた地域は、枝利根川（将監川）と印旛沼に接しており、水害が多発したため早くから普請組合を結成している。明治6年千葉県に所属。神社は水神社、寺院は天台宗念仏庵（印旛郡誌）。明治22年埜原村の大字となる。

### 年表
- 1873年（明治6年） - 千葉県に所属。
- 1889年（明治22年）4月1日 - 町村制施行し、下曽根新田、下井新田、松木新田、将監新田、中田切新田、長門屋新田、和泉屋新田、佐野屋新田、甚兵衛新田、中根新田、行徳新田、松虫新田、押付新田、萩原新田、安食卜杭新田の大部分、小林新田、酒直卜杭新田が合併し埜原村が発足。埜原村大字酒直卜杭新田となる。
- 1910年（明治43年） - 酒直卜杭新田が改称し、埜原村大字酒直卜杭となる[5]。
- 1913年（大正2年）4月1日 - 本郷村・埜原村が合併し、本埜村が発足。本埜村酒直卜杭となる。
- 2010年（平成22年）3月23日 - 印旛村・本埜村が印西市に編入。印西市酒直卜杭となる。

## 世帯数と人口
2017年（平成29年）10月31日現在の世帯数と人口は以下の通りである。
| 大字     | 世帯数 | 人口  |
| -------- | ------ | ----- |
| 酒直卜杭 | 59世帯 | 137人 |

## 施設
- 酒直卜杭集会所
- 第四区青年館
- 水神社
- 酒直卜杭第一機場
- 酒直卜杭第二機場
- 酒直卜杭第三機場

## 交通

### 道路
- 主要地方道
  - 千葉県道12号鎌ケ谷本埜線